# Paragigagnathus strunkovae
Paragigagnathus strunkovae är en spindeldjursart som först beskrevs av Wainstein 1973.  Paragigagnathus strunkovae ingår i släktet Paragigagnathus och familjen Phytoseiidae. Inga underarter finns listade i Catalogue of Life.